# Sparre av Tomta

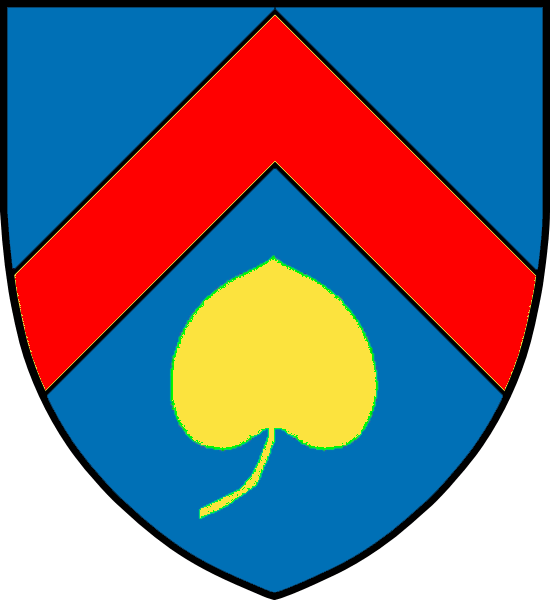

Sparre av Tomta är ett nutida konventionellt namn på en svensk medeltida frälseätt som också kallas Tomtasläkten och har fått sitt namn efter godset Tomta i Rasbo socken i Uppland. Ätten som också ägde Stora Väsby, Almunge socken, Närdinghundra härad och Björkö i Knutby socken, utdog innan Sveriges Riddarhus grundades 1625, varför den aldrig introducerades där som adelsätt. Den sista generationen kallade sig Sparre till Björkö, och dess siste medlem på svärdssidan tycks ha avlidit 1669, vilket inte helt förklarar varför ätten inte introducerades på Riddarhuset om inte det är så att dess sista medlemmar infogades i ätten Ulfsparre, se nedan under oklarheter.
Vapen: tre vita sparrar på blått fält, senare tre sparrar över ett blad, vilken anges som tre gula sparrar över blad på rött fält, enligt källan 1000 Adelsvåben fra middelalderen som i sin tur hänvisar till Jan Raneke.

## Oklarheter
Tomtasläkten förefaller ha fört tre sparrar (i en källa angivna som vita sparrar på blått fält ), men efter att man kom över gården Stora Väsby ändrades vapnet. Detta senare vapen, tre sparrar över ett blad, var en kombination av Tomtasläktens vanliga tre sparrar och den äldre Väsbyättens, visande sparre över blad, kända från vapen som har varit målade på korväggen i Knutby kyrka. Tinkturen till höger anges som tre gula sparrar över uppvänt blad på rött fält, enligt källan 1000 Adelsvåben fra middelalderen  som i sin tur hänvisar till Jan Raneke. 
Enligt Ingeborg Wilcke-Lindqvist så kallar Elisabet Bure i klagoskrift, daterad 1683 och undertecknad av Elisabet Bure, högst bedröfat enkia, efter landshövdingen Johan Gerhardsson Graan och dotter till Riksarkivets chef Jonas Bure d. ä., efter vilken hon ärvt säteriet Stora Väsby i Almunge socken av sina förfäder med släktnamnet Ulfsparre, och Ingeborg Wilcke-Lindqvist anger det senare kombinationsvapnet identiskt med ätten Ulfsparres,  vilken förde en röd sparre över ett uppvänt blad i blått fält, se vapnet till vänster.
På bilden nedan återges ett fotografi av diverse begravningsvapen från en teckning av Nescher 1726 med motiv från Knutby kyrka, sannolikt är tecknaren Daniel Georg Nescher (1753-1827) som var samlare av svenska böcker, handskrifter, mynt och porträttgravyrer. I Neschers teckning från 1726 ses ovan från vänster ses en sparre över femuddig stjärna (Väsbyätten, och nedan till vänster Tomtasläktens äldre vapen med tre sparrar, och nedan till höger med vapenförbättring, där ett blad lagts till under de tre sparrarna. Bladet är med all tydlighet, vänt uppåt, och sparrarna i de båda vapnen, av en tunnare typ, som i heraldiken benämns strängar, eller chevronel.

## Släkttavla
Släkttavlan är sammanställd efter uppgifter från Ingeborg Wilcke-Lindqvist. 
1. Olof Månsson till Tomta. Fick frälse av kung Kristoffer år 1445. Hans svärfar anges ha ägt Tomta.
  1. Erik Olofsson till Väsby och Tomta. Gift med Kerstin Knutsdotter till Väsby (Väsbyätten), som förekommer 1490—1510 och förde i vapnet sparre över blad.[4] [5]
    1. Olof Eriksson till Väsby. Gift med Anna Carlsdotter (Månesköld af Seglinge), dotter till Carl Månesköld af Seglinge, som änka omgift med Erik Pedersson Soop och blev mormors mor till Elisabet Bure. (Annas fadersnamn är felaktigt angivet hos Elgenstierna, ätten Bagge af Boo, tab. 2) [3] [6]
    2. Olov Eriksson i Väsby.
    3. Bengt Eriksson till Tomta.
      1. Knut Bengtsson till Tomta och Björkö (död före 1614). Löjtnant vid Upplandsfanan. Ägde även Björkö i Knutby socken. Gift med Karin Joensdotter (Westgöte) och behandlas såväl hos Schlegel och Klingspor som hos Jully Ramsay, (s. 487 f.). Det förra arbetet upptar en enda son till denne, Kristiern Knutsson, det senare barnen Krister, Elsa, Anna och Märta. Genealogien utökad av Ingeborg Wilcke-Lindqvist med ytterligare två söner. 
        1. Knut Knutsson (död 1584) och
        2. Johan Knutsson (död 1587).
        3. Christer Knutsson. Ägde även Björkö i Knutby socken. Gift med Karin Johansdotter (Månesköld af Seglinge), död 1669.
          1. Anna Christersdotter Sparre. I Knutby kyrka finns en ljuskrona, som enligt inskrift skänkts dit 1692 av fru Anna Christersdotter Sparre till Björkö.
          2. Märta Sparre.

        4. Elsa, gift med Hans Former.
        5. Anna. Gift med Erik Larsson. Uppges också ha varit gift med Vasilius Butterlin [7]
        6. Märta, gift med Matts.

I och med Kerstin till Väsbys gifte med Erik Olofsson till Tomta, övergick gården Väsby till Tomtasläkten, och ärvdes via hans halvsyster Elisabet Eriksdotter (Soop), gift med Jacob Bagge af Boo till hennes dotterdotter Elisabet Bure, dotter till Jonas Bure och Anna Bagge af Boo. Hon var gift med Johan Graan och Stora Wäsby och ärvdes inom ätten Graan till den siste manlige medlemmen slöt ätten på svärdssidan 1683.